# Yandanooka
Yandanooka är en ort i Australien. Den ligger i kommunen Mingenew och delstaten Western Australia, omkring 290 kilometer norr om delstatshuvudstaden Perth. Antalet invånare är 192.
Trakten runt Yandanooka är nära nog obefolkad, med mindre än två invånare per kvadratkilometer.. Närmaste större samhälle är Mingenew, omkring 18 kilometer nordväst om Yandanooka. 
Trakten runt Yandanooka består till största delen av jordbruksmark. Genomsnittlig årsnederbörd är 383 millimeter. Den regnigaste månaden är juni, med i genomsnitt 59 mm nederbörd, och den torraste är februari, med 4 mm nederbörd.